# St. Anna (Töttleben)

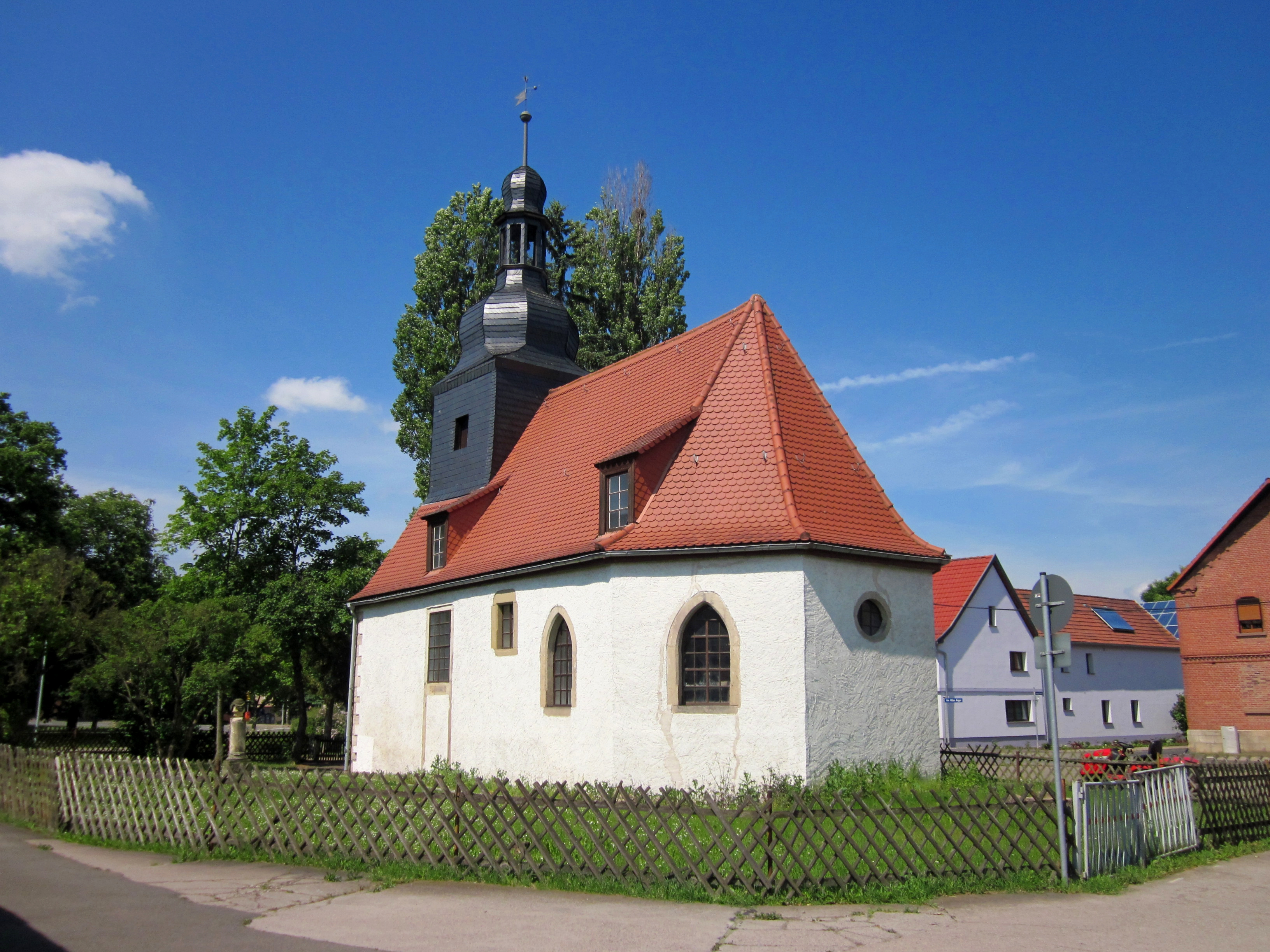
Filialkirche St. Anna in Töttleben

Die evangelisch-lutherische Filialkirche St. Anna im Ortsteil Töttleben der Stadt Erfurt in Thüringen stammt in ihrem Kern aus dem 15. Jahrhundert.

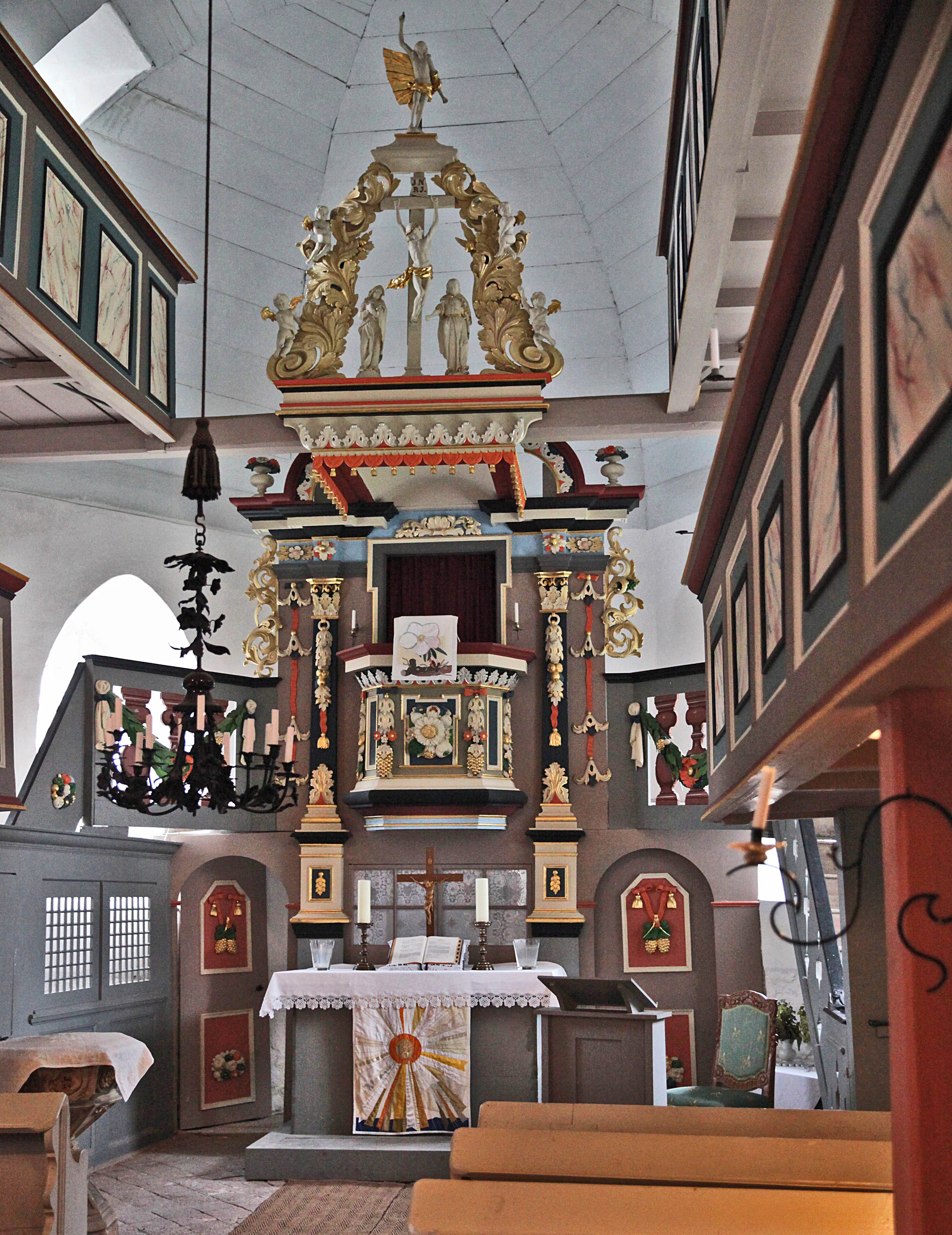
Kanzelaltar

## Geschichte
Die spätgotische Saalkirche wurde zwischen 1430 und 1450 als katholische Annenkirche gebaut. Im Dreißigjährigen Krieg wurde die Kirche geplündert und beschädigt. Alle Unterlagen gingen verloren. Erst ab 1655 liegen erste Rechnungsunterlagen als Belege vor.
Die geplanten Instandsetzungs- und Erhaltungsmaßnahmen der Kirchgemeinde scheiterten 1669 am Predigtverbot des Vogtes von Kerspleben. Erst durch die Unterstützung des Erfurter Ministeriums wurde das Verbot aufgehoben und es gab noch zusätzliche Mittel.
1691–1695 erfolgte eine Generalsanierung mit Hilfe der Kirchenbehörde und über Einsatz von Kollektoren (Bauern aus dem Ort sammelten von weither Geld).
1708 blieb bei einem verheerenden Brand im Dorf die Kirche verschont. Zwischen 1720 und 1722 wurde eine Orgel eingebaut. Ein Kanzelaltar, die Emporen und neue Fenster folgten 1730/1731, ebenso die Verlegung des Eingangs an die Südseite. Eine Familie Meinhardt spendete 1871 einen neuen Taufstein.
1916 und 1942 sollten die beiden Glocken für Kriegszwecke eingeschmolzen werden. Die kleinere Glocke von 1679 mit 68 cm Durchmesser erhielt die Kirche im Juni 1948 zurück.
In der DDR-Zeit stand sehr wenig Geld für die Kirche zur Verfügung.
Nachdem zwischen 1993 und 1996 der Glockenturm und die Orgel generalsaniert wurden, erfolgte 2004 der Außenverputz. Wegen der einseitigen Absenkung des Grundwassers durch Tiefbauarbeiten Anfang der 1990er Jahre entstanden Risse im Mauerwerk. Drei um das Kirchenschiff herum eingebaute Stahlbänder sollen es stabilisieren, danach wurden die Risse geschlossen.

## Baubeschreibung
Der in drei Seiten geschlossene Chor und das Langhaus sind zusammen 14,1 Meter lang und 6,2 Meter breit. Eine Holztonne überspannt den Innenraum mit seinen zweigeschossigen Emporen. Auf der Westseite befindet sich ein Dachreiter mit einer Schweifkuppel, Tabernakel-Aufsatz und Kuppel.

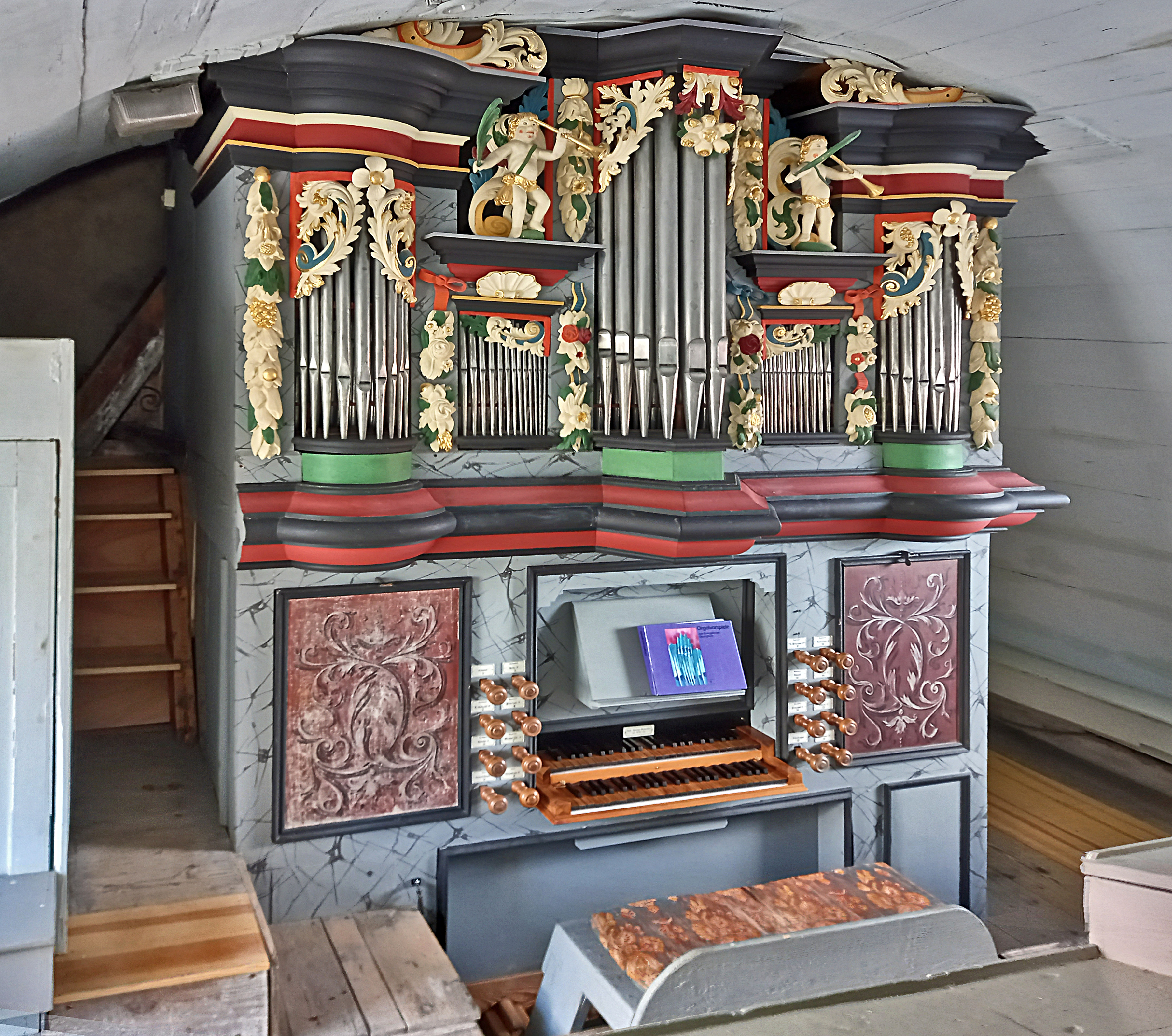
Orgel

## Orgel
Die Orgel des Erfurter Orgelbauers Johann Georg Schröter wurde am 20. Dezember 1722 geweiht. Sie steht auf der oberen Westempore und hat bei vierzehn Registern, auf zwei Manualen und Pedal eine mechanische Ton- und Registertraktur. 1994 restaurierte das Unternehmen Hey Orgelbau das Instrument.

## Kirchengemeinde
Anfangs gehörte Töttleben zum Kirchensprengel von Großmölsen. 1846 wurde der Ort dem Pfarramt Kleinmölsen zugeordnet. 1923 wurde die Pfarrstelle in Kleinmölsen aufgehoben und Kleinmölsen mit der Filiale Töttleben dem Kirchensprengel Kerspleben im Kirchenkreis Weimar zugeordnet.